# Johann Heinrich Thätjenhorst
 Johann Heinrich Thätjenhorst  (* 30. November 1803 in Bremen; † 18. April 1859 in Bremen) war ein deutscher Ingenieur und Kartograf.

## Biografie
Thätjenhorst war der Sohn eines Sprachlehrers. Er studierte Mathematik und Physik an der Universität Göttingen, um Ingenieur zu werden. Zunächst war er im Großherzogtum Mecklenburg tätig. Er kehrte nach Bremen zurück und arbeitete für die von Adam Ernst von Weltzin 1824 eingerichtete Kommission zur Katasteraufstellung und an dem 1835 eingerichteten Cataster-Bureau in Bremen. Er führte zunächst zusammen mit dem Feldmesser und Gaußschüler Eberhard Klüver (1800–1845) von 1826 bis 1850 umfangreiche Katastervermessungsarbeiten für die Grundsteuererhebung aber auch für die Stadtplanung durch. Zusammen mit dem Leutnant A. Duntze veröffentlichte er 1851 eine Karte von dem Gebiet der freien Hansestadt Bremen (Lithographie von G. Hunckel von 1860) im Maßstab 1:29.000. Die Karte befindet sich im Original im Bremer Staatsarchiv.
Thätjenhorst war 1856 Mitgründer des Künstlervereins in Bremen, der künstlerischen und wissenschaftlichen Themen in der Hansestadt förderte. Von 1842 bis 1851 war er Mitglied im Bremer Bürgerconvent bzw. in der Bremischen Bürgerschaft.